# Новосявский
Новосявский — опустевший поселок в городском округе город Шахунья Нижегородской области. Входит в состав административно-территориального образования Рабочий посёлок Сява.

## География
Находится на расстоянии примерно 3 километра по прямой на северо-запад от поселка Сява.

## История
Поселок до 2011 года входил в городское поселение рабочий поселок Сява Шахунского района.

## Население
Постоянное население  составляло 2 человека (русские 100%) в 2002 году, 0 в 2010 .